# Leonore Niessen-Deiters
Leonore Niessen-Deiters (auch: Leonore Deiters-Quesada; * 22. November 1879 in Düsseldorf als Leonore Deiters; † 29. Juni 1939 in Spiez/Kanton Bern) war eine deutsche Journalistin und Schriftstellerin.

## Leben
Leonore Deiters war die Tochter des Landschaftsmalers Heinrich Deiters und seiner aus England stammenden Frau, eine geborene Preston. Leonore Deiters wuchs in Düsseldorf auf. Wie ihr Bruder Hans erhielt sie  Malunterricht bei ihrem Vater. Früh begann sie, literarische Beiträge in Düsseldorfer Zeitungen zu veröffentlichen. 1903 heiratete sie den Rechtsanwalt J. Niessen und zog mit ihm nach Köln. In den folgenden Jahren war sie Mitarbeiterin einer der damals bedeutendsten überregionalen Tageszeitungen, der Kölnischen Zeitung, und veröffentlichte eine Reihe von erzählenden Werken. In der Zeit unmittelbar vor dem Ersten Weltkrieg engagierte sie sich auf konservativ-völkischer Seite für die Belange der auslandsdeutschen Frauen und gehörte zu den Mitbegründern des „Auslandsbundes Deutscher Frauen“. 1914 bereiste sie im Auftrag der Kölnischen Zeitung Südamerika. Auf dieser Reise lernte sie den Juristen und Diplomaten Ernesto Quesada kennen. Obwohl das Paar während der Kriegsjahre von 1914 bis 1918 nur spärlichen Briefkontakt hatte, ließ sich Leonore Niessen-Deiters 1919 von ihrem Ehemann J. Niessen scheiden und zog nach Argentinien, wo sie Ernesto Quesada heiratete.

L. Nießen-Deiters zu einem Buch versammelten Reiseberichte für die Kölnische Zeitung über Mittel- und Südamerika, 1927

In Argentinien war Leonore Deiters-Quesada, wie sie nun hieß, weiterhin journalistisch tätig, vor allem für die Kölnische Zeitung und die Wochenzeitschrift Reclams Universum; daneben entstanden kulturhistorische Beiträge für argentinische Zeitungen. Oswald Spengler bekundete, dass sie eine entscheidende Rolle bei der Einführung seines Werks in Argentinien gespielt hätte. 1921 veranstaltete Professor Quesada an der Universidad de Buenos Aires sowie der katholischen Universität von La Plata Kollegs über Spengler. 1928 kehrte das Ehepaar Quesada nach Europa zurück und ließ sich im Schweizerischen Spiez nieder, wo Leonore Deiters-Quesada nach dem Tod ihres Ehemanns im Jahre 1934 auch ihre letzten Lebensjahre verbrachte.
Leonore Niessen-Deiters’ literarisches Werk umfasst Romane, Erzählungen und Gedichte.

### Textbeispiel von 1927
„L. Nießen-Deiters“' Reiseberichte aus Amerika für die Kölnische Zeitung Mitte der 1920er Jahre waren überregional bekannt, sodass der Verlag, M. DuMont Schauberg, 1927 ein eigenes Buch mit ihren „kulturhistorischen Briefen“ aus „Alt-Amerika“ herausgab. Sie erweist sich hier als tiefe Kennerin insbesondere der südamerikanischen Geschichte, der Inka- und Maya-Kulturen etc. Sie war eine vehemente Kritikerin der Kolonialmächte, ihrer Geldgier und Brutalität gegen die einheimischen Indios. Ihre Beschreibung der Machtspiele um den Panama-Kanal und der daraus folgenden massiven US-Präsenz war ihrer Zeit voraus. Wenn es nicht um Politik, sondern um Ethnien geht, wie etwa in ihrem Aufsatz aus Kuba, blieb Nießen-Deiters dem für die Zeit üblichen Denken in rassenfeindlichen Schemen verhaftet:

„Es ist mir immer rätselhaft vorgekommen, warum der Indianer – wie übrigens auch der Polynesier! – in der Berührung mit dem Weißen so viel leichter zugrunde geht als der Neger. Sind diese beiden uns doch so unendlich viel näherstehenden hellbraunen Rassen etwa so uralt? War ihre Zeit erfüllt und sind wir nur der Anstoß zu einer längst fälligen Katastrophe gewesen, der Sturmwind, wie er einen schon morschen Baum zu Fall bringt? Jedenfalls waren die eingeführten schwarzen Afrikaner doch zunächst bei weitem schlimmer daran, in der härtesten Sklaverei, auf fremdem Boden. Und doch gibt es heute in den Südstaaten der U.S.A. eine brennende ‚Negerfrage‘ mit 14 Millionen sehr beweglicher aggressiver Schwarzer, während der Rest kühner Indianervölker in Reservaten abstirbt; und doch gibt es eine Negerrepublik Haiti und Neger auf allen westindischen Inseln; und doch sieht man an der ganzen Küste  Brasiliens heute fast nur Neger, fast nie Indios! Während die Indianerfrage selbst in den im wesentlichen noch von indianischen Rassen bevölkerten Republiken in Mittel- und im nordwestlichen Südamerika eigentlich nur die Frage ist: werden sie überhaupt noch einmal erwachen? Falls sie nicht etwa, wie in Mexiko, von Kräften außerhalb ihrer Grenzen in Bewegung gehalten werden, scheinen sie in einer Art Lethargie versunken, die sonst ein Zeichen von Brache, von Ermüdung ist. Es ist wahr, daß der rassenreine Indio von Bildung und von Leistungen und mit spanischem oder spanisiertem Namen sich gewöhnlich den Weißen zuzählt; das mag den Eindruck verstärken. Tatsache ist jedenfalls, daß selbst in Ländern mit noch großer Indianerbevölkerung dieser eigentliche Herr des Bodens wenig oder gar nicht zu Worte kommt. Von Kuba ist der Indio ganz und gar verschwunden.“

## Werke
- Leute mit und ohne Frack. Stuttgart [u. a.] 1907.
- Mitmenschen. Stuttgart [u. a.] 1908.
- Im Liebesfalle. Stuttgart [u. a.] 1911.
- Die unordentlich verheiratete Familie. Stuttgart [u. a.] 1912.
- Die deutsche Frau im Auslande und in den Schutzgebieten. Fleischel, Berlin 1913.
- Der Faun. Deutsche Verlags-Anstalt, Stuttgart [u. a.] 1913.
- Frauen und Weltpolitik. Marcus & Weber, Bonn 1915.
- Krieg, Auslanddeutschtum und Presse. Deutsche Verlags-Anstalt, Stuttgart 1915.
- Kriegsbriefe einer Frau. Marcus & Weber, Bonn 1915.
- Mein schönes Deutschland! Hesse & Becker, Leipzig 1916.
- Die Unschuld vom Lande und andere nette Geschichten. Cotta, Stuttgart [u. a.] 1916.
- Die Frauen und die Vergesellschaftung. Zeitfragen, Berlin 1919. Wurde in der Deutschen Demokratischen Republik auf die Liste der auszusondernden Literatur gesetzt.[2]
- Eros in Breitegraden. Cotta, Stuttgart [u. a.] 1920.
- Los Nibelungos. La Plata 1923.
- Ricardo Wagner y Matilde Wesendonk. Buenos Aires 1923.
- Verse. Luis Pares Vilasau, Buenos Aires 1925.
- Alt-Amerika. DuMont-Schauberg, Köln 1927.
- Die Inseln der erstarrten Ströme. DuMont-Schauberg, Köln 1928.